# Канал Одер-Шпрее
Канал Одер-Шпрее (нім. Oder-Spree-Kanal)  — канал в Німеччині, у районах Даме-Шпревальд та Одер-Шпре землі Бранденбург. Сполучає річки Даме та Одру (басейн Балтійського моря).

## Опис
Довжина каналу 83,7 км, середня глибина 1,85  м, різниця висоти між початком та кінцем каналу 15  м. Канал облаштований 5 шлюзами. Найбільша водотоннажність судна 750 т.

## Розташування
Бере початок у Шмеквітц. Пролягає на південний схід через місто Фюрстенвальде, Шлаубетал і у місті Айзенгюттенштадт сполучається з річкою Одрою.

## Цікавий факт
- Канал побудований в 1887—1890 роках.

## Галерея

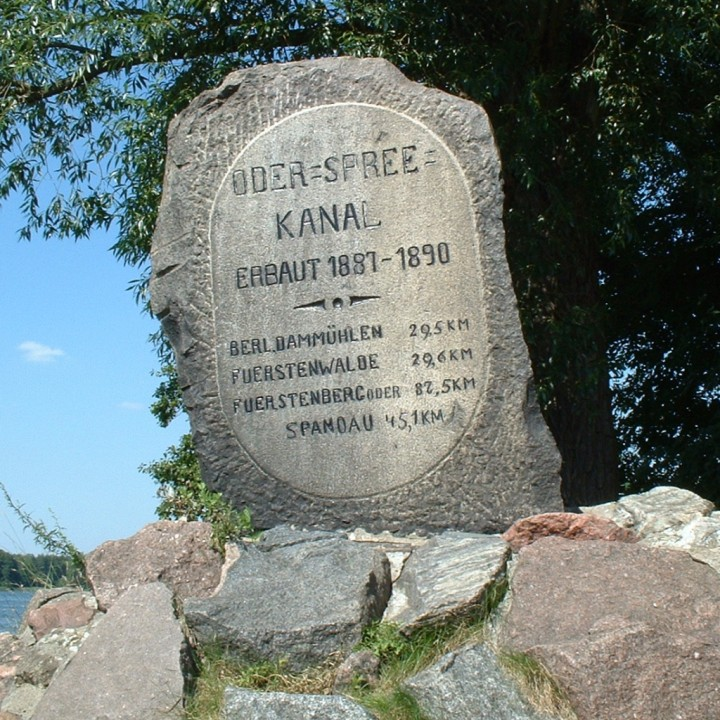
Пам'ятник Одер-Шпрее-Канал біля Седдінзее
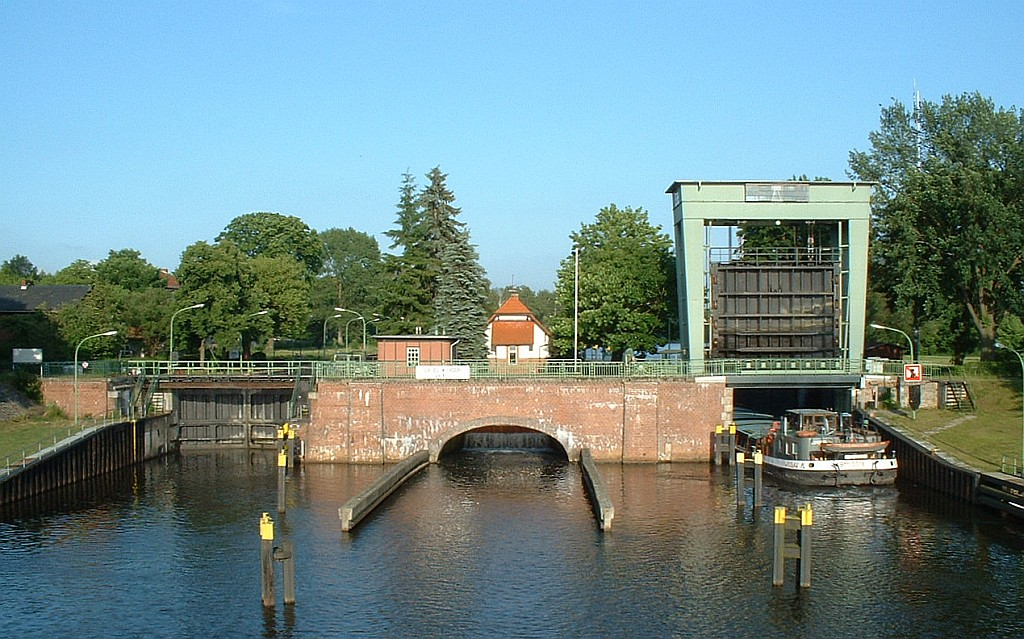
Шлюз на  Одер-Шпрее у Вернсдорфі
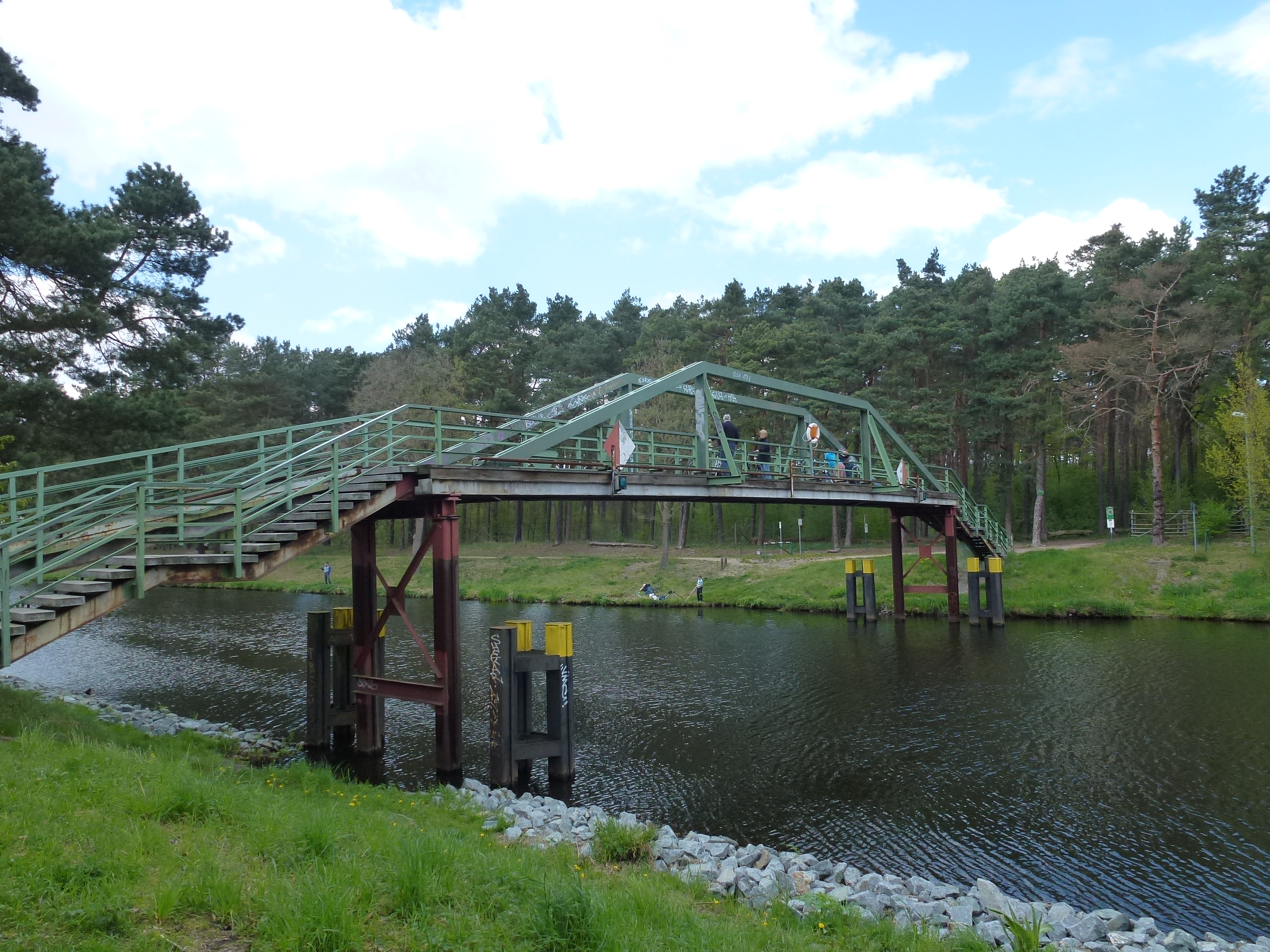
Міст через канал Одер-Шпрее